# Ocimum pseudoserratum
Ocimum pseudoserratum là một loài thực vật có hoa trong họ Hoa môi. Loài này được (M.R.Ashby) A.J.Paton mô tả khoa học đầu tiên năm 1999.